# Limameira mediterranea
Limameira mediterranea är en kräftdjursart som beskrevs av Soyer 1974. Limameira mediterranea ingår i släktet Limameira och familjen Ameiridae. Inga underarter finns listade i Catalogue of Life.